# 사이어 레코드

사이어 레코드(Sire Records, 과거 명칭: Sire Records Company)는 워너 뮤직 그룹 산하에 있는 미국의 음반사이다.

## 소속 아티스트
- 더 레디 셋
- 마돈나
- 라이드
- 테간 앤 사라
- 어게인스트 미!
- HIM
- 잭스 매네킨
- 케이디 랭
- 크레이그 데이비드
- 벨리
- 디페쉬 모드
- 토미 페이지
- 핫 핫 히트
- 레지나 스펙터
- 리플레이스먼츠
- 미니스트리
- 본 본디스
- 스페이스 호그
- 더 스필 캔버스
- 아이스-티
- 아머 포 슬립
- 보니 M
- 캬리 파뮤파뮤

## 같이 보기
- 워너 브라더스 레코드
- 리프라이즈 레코드